# Pilocarpus pennatifolius
Pilocarpus pennatifolius är en vinruteväxtart som beskrevs av Lem.. Pilocarpus pennatifolius ingår i släktet Pilocarpus och familjen vinruteväxter. Utöver nominatformen finns också underarten P. p. pilosus.
Pilocarpus pennatifolius innehåller alkaloiden pilokarpin, och har använts som medicinalväxt.